# Effet d'appartenance ethnique
L'effet d'appartenance ethnique (en anglais : cross-race effect) est la tendance à reconnaître plus facilement les visages qui appartiennent à son propre groupe racial. En psychologie sociale, l'effet d'appartenance ethnique est décrit comme « l'avantage endogroupe », alors que dans d'autres domaines, l'effet peut être vu comme une forme spécifique de « l'avantage endogroupe » puisqu'il n'est appliqué que dans des situations interraciales ou interethniques. On pense que l'effet d'appartenance ethnique contribue aux difficultés d'identification d'appartenance ethnique, ainsi qu'aux préjugés raciaux implicites.
Un certain nombre de théories expliquant pourquoi l'effet d'appartenance ethnique existe ont été conçues, y compris la cognition sociale et l'expertise perceptive. Cependant, aucun modèle n'a été en mesure de rendre pleinement compte de l'ensemble des preuves.

## Histoire
La première étude de recherche sur l'effet d'appartenance ethnique a été publiée en 1914. Il a déclaré que les humains ont tendance à percevoir les gens d'autres ethnies qu'eux-mêmes comme se ressemblant tous. Toutes choses égales par ailleurs, les individus d'une ethnie donnée se distinguent les uns des autres en proportion de leur familiarité ou contact avec l'ensemble de l'ethnie. Ainsi, pour le blanc non initié, tous les peuples d'Asie de l'Est se ressemblent, tandis que pour les peuples d'Asie de l'Est, tous les Blancs se ressemblent. Cela n'est pas vrai lorsque des personnes d'ethnies différentes se familiarisent avec des ethnies différentes de la leur.
Au fur et à mesure que la recherche sur l'effet d'appartenance ethnique se poursuivait, plusieurs théories ont surgi quant à la raison pour laquelle l'effet existe, y compris l'hypothèse de contact, différents mécanismes de traitement, la cognition sociale, la sélection des caractéristiques et le mépris cognitif. Cependant, chacune de ces théories a ses propres défis et des preuves contradictoires.
De nombreuses études sur l'effet d'appartenance ethnique ont eu lieu. Cependant, les améliorations technologiques ont permis aux chercheurs d'étudier l'effet d'appartenance ethnique à partir d'une lentille neurale et/ou informatique. Bien que les deux se produisent sous l'égide du traitement facial, les chercheurs ont découvert que différentes zones du cerveau s'activent lors du traitement des visages de leur propre ethnie par rapport aux autres. Des recherches utilisant des modèles informatiques ont montré que l'effet d'appartenance ethnique ne se produit que lorsque le traitement du visage et la sélection des caractéristiques sont influencés par une expérience biaisée. Cependant, comme l'utilisation de ces méthodes pour examiner l'effet d'appartenance ethnique est relativement nouvelle, des recherches supplémentaires sont encore nécessaires.

## Approches théoriques

### Avantage endogroupe
L'effet d'appartenance ethnique a un lien étroit avec le phénomène d'avantage endogroupe. Avec l'avantage de l'endogroupe, les gens évaluent et jugent les membres de leur propre groupe auto-défini comme étant meilleurs et plus justes que les membres des autres groupes (désavantage de l'exogroupe). Les psychologues sociaux ont démontré au cours des 30 dernières années que même le plus petit aspect de la différenciation, comme la préférence pour la saveur de la crème glacée ou le style de musique, peut déclencher un avantage endogroupe. Si le facteur de construction de groupe est l'ethnie d'une personne, alors l'effet d'appartenance ethnique apparaît.

### Effet d'appartenance ethnique et reconnaissance des émotions
Une méta-analyse de plusieurs études sur la reconnaissance des émotions dans les expressions faciales a révélé que les gens pouvaient reconnaître et interpréter l'expression faciale émotionnelle d'une personne de leur propre ethnie plus rapidement et mieux que celle d'une personne d'une autre ethnie. Ces résultats s'appliquent à toutes les ethnies de la même manière. Certaines études montrent que d'autres ethnies, par rapport à sa propre ethnie, ont des visages de forme différente et des détails différents dans une expression faciale, ce qui rend difficile pour les membres d'autres ethnies de décoder les expressions émotionnelles,. Cependant, des études ont montré que l'humeur de l'observateur n'affecte pas l'effet d'appartenance ethnique.

### Cognition sociale

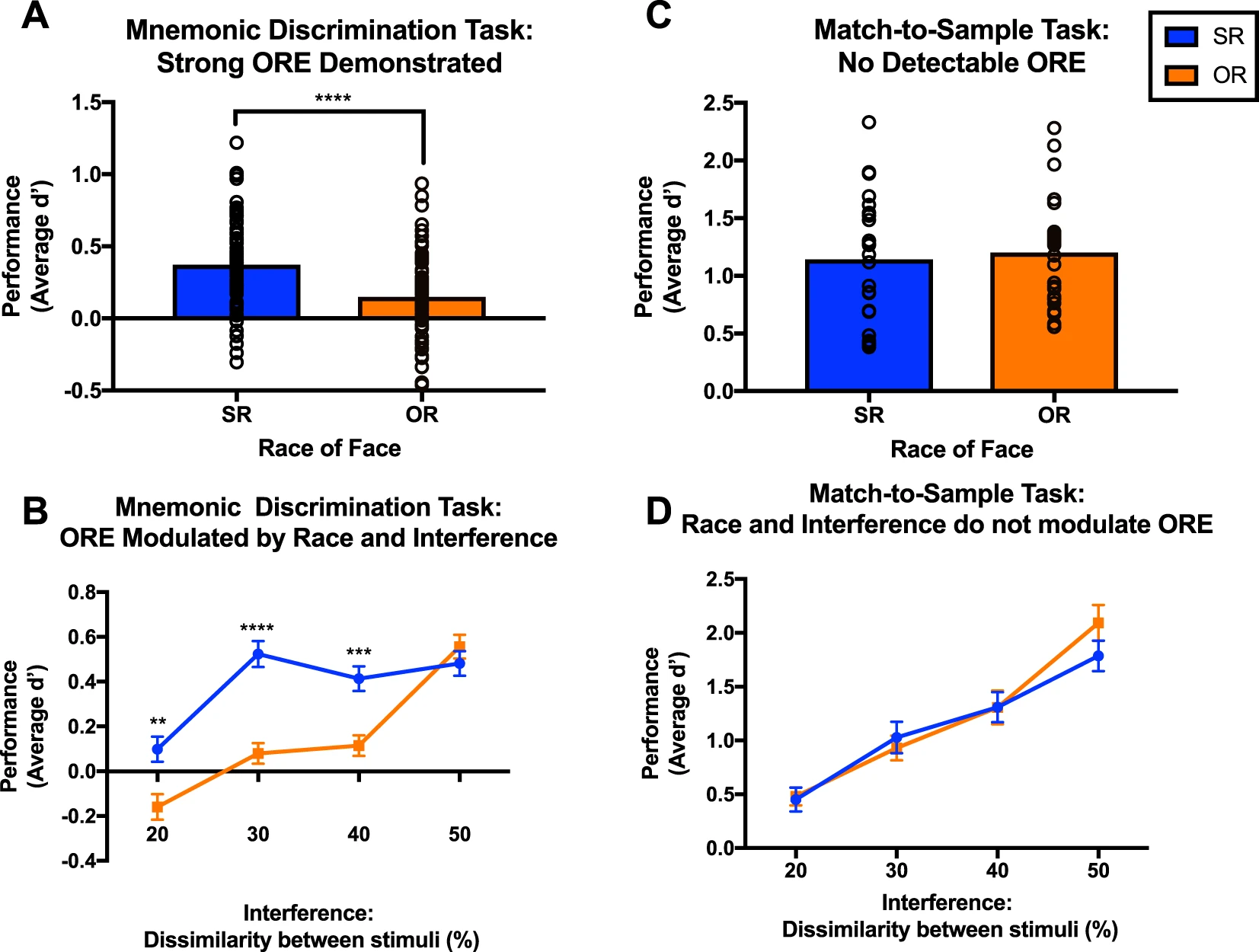
Figure 2 de "A Memory Computational Basis for the Other-Race Effect" (Yaros et al., 2019) qui montrent des preuves de l'effet d'appartenance ethnique se produisant lorsque les participants effectuent une tâche de discrimination mnémonique mais pas une correspondance avec l'exemple de tâche, montrant que l'interférence mnémonique et proactive (les anciens souvenirs interfèrent avec les nouveaux) peut contribuer à l'effet d'appartenance ethnique

La recherche a montré que les gens ont tendance à penser plus catégoriquement aux membres de l'exogroupe et plus individuellement aux membres de l'endogroupe. Par exemple, les membres de l'exogroupe peuvent associer des caractéristiques faciales spécifiques à une ethnie particulière, et ne remarquent pas les variations subtiles du teint de la peau, de la taille des lèvres ou de la forme des sourcils que les membres de l'endogroupe reconnaissent. La pensée catégorique se produit de manière plus cohérente pour les participants à l'exogroupe, tandis que l'individuation fait exactement le contraire. Ces différents points de vue entre les membres de l'exogroupe et de l'endogroupe sont connus pour biaiser les processus cognitifs conceptuels et montrent que l'effet d'appartenance ethnique a en fait moins à voir avec l'ethnie qu'avec les différents niveaux de traitement cognitif qui se produisent pour les membres de l'endogroupe et de l'exogroupe.

#### Mépris cognitif
Un autre ensemble de théories cognitives liées à l'effet d'appartenance ethnique se concentre sur la façon dont la catégorisation sociale et les biais d'individuation font face à la mémoire. Certains chercheurs pensent que l'incapacité des membres de l'endogroupe à reconnaître les différences dans les caractéristiques des membres de l'exogroupe peut s'expliquer par le mépris cognitif. Ils constatent que la probabilité d'identifier à tort un membre d'un groupe externe provient d'un codage automatique d'un visage sans traiter ses caractéristiques uniques. Ainsi, lorsqu'il est présenté à un membre de l'exogroupe qui a un visage similaire à celui qui a été encodé, le membre du groupe détermine automatiquement, mais de manière incorrecte, que le visage a été "vu" auparavant. Ces études concluent que la diminution de l'effet d'appartenance ethnique nécessite que les individus traitent des visages ethniquement différents dans le but de coder avec l'individuation.

#### Profondeur de l'hypothèse de traitement
La profondeur de traitement influence également la présence de l'effet d'appartenance ethnique. Les visages de même ethnie sont plus correctement et facilement discernés, en raison d'un traitement en profondeur, que les visages d'autres ethnies. Cette hypothèse, cependant, est controversée en raison de son incapacité à être reproduite dans les études.

#### Défis pour les modèles de cognition sociale
Il y a deux défis aux modèles de cognition sociale (a) des preuves mitigées traitant de l'accessibilité raciale, de la perception du visage et de la mémoire et (b) les effets du développement et de la formation sur l'effet d'appartenance ethnique. En ce qui concerne les preuves mitigées, la croyance populaire est que plus une personne est exposée à des personnes d'ethnies différentes, moins elle sera susceptible d'être affectée par l'effet d'appartenance ethnique. Il y a eu des études qui soutiennent cette théorie, mais d'autres recherches ont montré des résultats mitigés. Par exemple, les résultats d'études réalisées où l'accessibilité – c'est-à-dire la facilité ou non pour une personne d'être entourée de personnes d'ethnies différentes – à différentes ethnies est manipulée, ont montré que cela n'affecte pas toujours la mémoire du visage. Deuxièmement, en ce qui concerne les effets sur le développement et l'entraînement, ce n'est pas parce qu'une personne montre une amélioration dans la gestion de l'effet d'appartenance ethnique en raison d'un entraînement ou d'une expérience interethnique que cela constitue une prédiction directe d'un bon modèle cognitif social. Pour que le modèle cognitif social commence à expliquer de tels effets, il faudrait qu'il y ait des preuves que les distinctions d'endogroupe et d'exogroupe se produisent au cours du développement au moment exact où l'effet d'appartenance ethnique apparaît chez un enfant. Certaines preuves montrent quand l'effet d'appartenance ethnique apparaît pour la première fois, mais peu de recherches testent directement l'apparition des biais de reconnaissance de l'endogroupe et de l'exogroupe chez les jeunes enfants.
Alors que des modèles de cognition sociale indiquent qu'un manque d'effort pour individualiser les visages des autres ethnies explique l'effet d'appartenance ethnique, certaines recherches ont contesté cela en affirmant que les individus ne consacrent pas moins d'efforts à regarder les visages des autres ethnies que ceux de la même ethnie.

### Hypothèse d'expertise perceptive
La théorie de l'expertise perceptive suggère également que si nous identifions les mécanismes d'apprentissage perceptif qui contrôlent l'expertise perceptive avec des stimuli faciaux et non-faciaux, nous comprendrons l'effet d'appartenance ethnique. Il existe de nombreux modèles qui traitent de l'expertise perceptive, mais tous ces modèles partagent l'idée que la capacité de traitement du visage d'un humain ne se généralise pas de la même manière à tous les visages. Par conséquent, ces théories proposent que la ségrégation raciale amène les gens à développer une meilleure expertise pour distinguer les visages de notre propre ethnie ou d'une ethnie différente. Les recherches autour de ces théories suggèrent également que plus un enfant est exposé au traitement du visage d'une autre ethnie, plus l'effet d'appartenance ethnique est faible. Cependant, si l'enfant n'est pas exposé à beaucoup de traitement du visage d'une autre ethnie, l'effet d'appartenance ethnique peut augmenter. De plus, il existe des preuves que l'exposition à long et à court terme au traitement des visages interraciaux peut améliorer la reconnaissance. De ce point de vue, l'effet d'appartenance ethnique peut ne pas être en fait un effet individuel distinct, mais plutôt un exemple d'une plus grande difficulté chez les humains ayant la capacité de reconnaître des groupes et des catégories inconnus (tels que des sons inconnus, des animaux, des modèles de voitures, etc.).

#### Défis pour les modèles d'expertise perceptive
Les défis des modèles d'expertise perceptive sont les preuves mitigées de l'hypothèse du contact interracial et les résultats variés de l'effet d'entraînement. Les preuves mitigées montrent que bien qu'il y ait un certain soutien à la théorie selon laquelle plus une personne a de contacts interraciaux, meilleure est la reconnaissance des autres ethnies, toutes les preuves recueillies ne parviennent pas à la même conclusion. Ce mélange de résultats affaiblit la relation entre l'exposition aux autres ethnies et la capacité de reconnaissance. Cependant, il peut également y avoir un troisième facteur qui contribue à ces résultats incohérents. Il existe des preuves que la qualité des contacts interraciaux a un effet sur cette relation. Par exemple, la recherche soutient la position selon laquelle pour être en mesure de reconnaître les visages d'autres ethnies, il faut être attentif et faire des efforts lors de l'encodage du visage dans la mémoire. Il a été démontré que l'entraînement des individus réduit l'effet d'appartenance ethnique chez les personnes, mais cette activation rapide est associée à un déclin rapide de la capacité. Bien que cet entraînement à court terme puisse se traduire par un entraînement à long terme, ce n'est pas la même chose que d'avoir une expérience réelle de l'effet d'appartenance ethnique. Enfin, il existe également d'autres processus que l'expertise perceptive qui peuvent influencer la reconnaissance d'autres ethnies.

### Effets de la cognition sociale
Une autre raison pour laquelle l'effet d'appartenance ethnique peut se produire est que les perceptions sont souvent affectées par les motivations, les attentes et la cognition sociale. Dans l'ensemble, la création de normes a façonné et biaisé même des perceptions simples telles que la longueur des lignes. En termes de perception des visages, des études ont montré que les visages racialement ambigus qui ont été identifiés comme une ethnie ou une autre en fonction de leur coiffure sont identifiés comme ayant plus de caractéristiques de la catégorie raciale représentée par la coiffure. De même, les visages d'une teinte ambiguë mais égale sont interprétés comme plus foncés ou plus clairs lorsqu'ils sont accompagnés de l'étiquette « noir » ou « blanc », respectivement. D'autres biais cognitifs sociaux peuvent également avoir la capacité de maîtriser l'effet d'appartenance ethnique. Une étude a montré que la perception sociale de la richesse avait la capacité de moduler l'effet : lorsque les cibles étaient perçues comme démunies, la différence de reconnaissance faciale disparaissait.

### Intégration des théories de l'effet d'appartenance ethnique

#### Prototypes
Les individus développent et stockent un prototype de visage chaque fois qu'ils rencontrent un visage particulier par rapport à ceux qu'ils ont déjà rencontrés (généralement des visages dont les caractéristiques diffèrent de celles de son groupe ethnique). À partir de leurs études, les chercheurs ont conclu que lorsqu'un individu appartient à une ethnie différente de la sienne, il forme un prototype et le réserve pour une utilisation future, si et quand cela est nécessaire. Le point de vue du prototype suscite cependant des inquiétudes, car les individus stockant ces visages particuliers peuvent ignorer le fait que tout le monde a des caractéristiques qui peuvent être uniquement spécifiques à leur morphologie, et peuvent ne pas s'appliquer à toutes les personnes appartenant à ce groupe ethnique ; ainsi, cela se traduit par plus de fausses alarmes lors des témoignages oculaires ou de l'identification de coupables dans une parade d'identification.

### Théorie des caractéristiques raciales
Une étude plus approfondie de l'effet d'appartenance ethnique a démontré deux types de traitement pour la reconnaissance des visages : caractéristique et holistique. Il a été constaté que le traitement holistique (qui se produit au-delà des parties individuelles du visage) est plus couramment utilisé dans les situations de même ethnie, mais il y a un effet d'expérience, ce qui signifie qu'à mesure qu'une personne acquiert plus d'expérience avec des visages d'une ethnie particulière, il ou elle commencera à utiliser un traitement plus holistique. Le traitement caractéristique est beaucoup plus couramment utilisé avec un stimulus ou un visage inconnu.

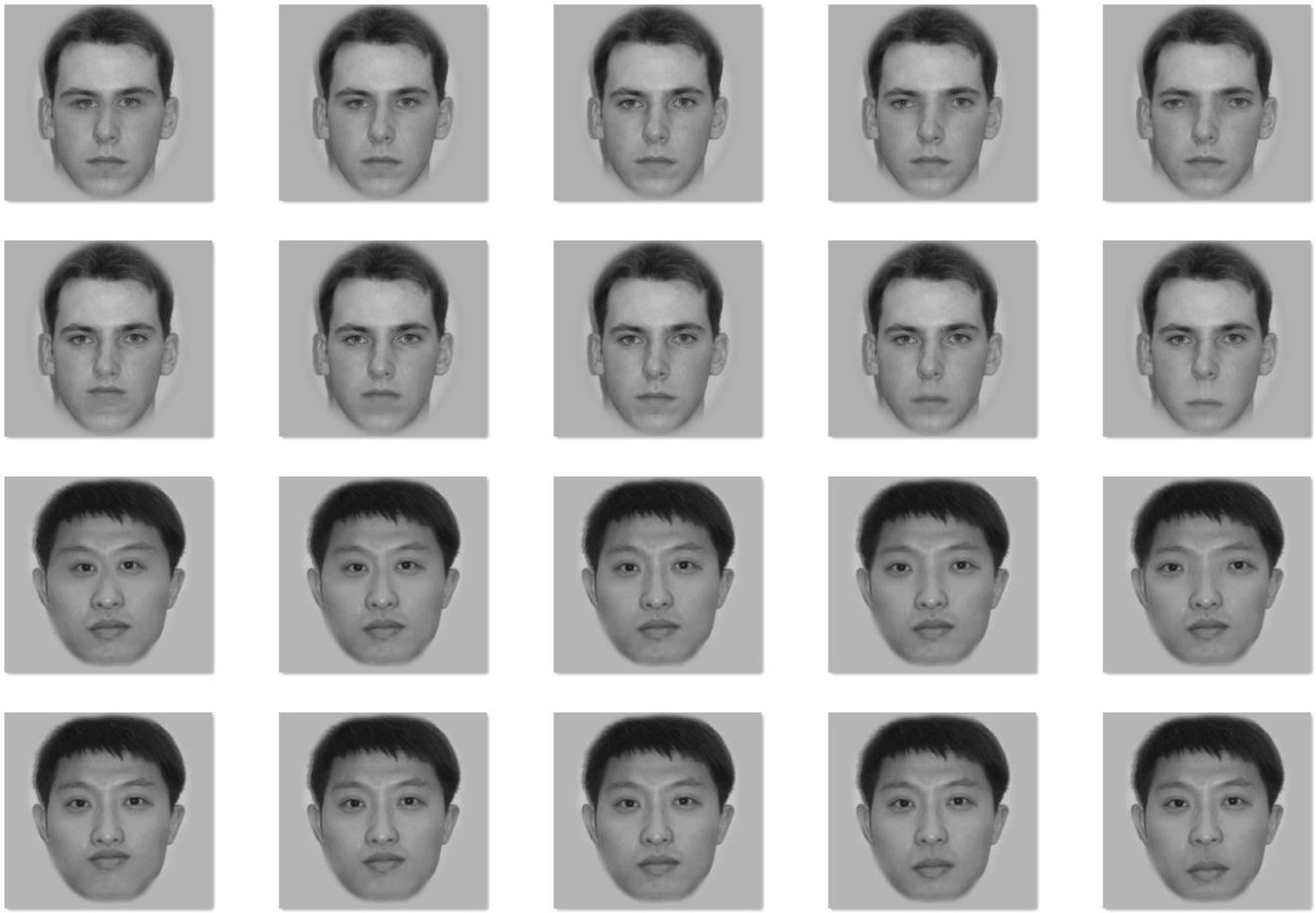
Échantillon de visages blancs et asiatiques réels et édités utilisés dans l'étude de l'effet d'appartenance ethnique

Dans une étude de 1996, des chercheurs ont remarqué qu'en examinant l'ethnicité, les visages au sein du groupe sont traités sans tenir compte des détails et des caractéristiques spécifiques à l'ethnie. Les personnes codent des visages qui s'écartent de la norme de leur groupe ethnique par l'absence ou la présence de traits ethniques distinctifs.
Ceci est soutenu par la découverte que la classification des visages d'autres ethnies a tendance à être plus rapide que les visages de même ethnie. Cela suggère que l'ethnie semble être une caractéristique perceptuelle plus saillante que d'autres traits faciaux plus distinctifs lorsque le visage appartient à une ethnie différente. Certaines études de suivi oculaire ont trouvé des preuves provisoires d'une telle hypothèse en démontrant que les gens regardent différents traits du visage dans les visages de même ethnie par rapport aux autres,,,. La tendance générale observée est que les gens fixent les yeux d'un visage avec une probabilité plus élevée s'il appartient au même groupe ethnique que l'observateur lui-même. D'autres études ont trouvé des différences stables d'ampleur similaire entre le comportement de regard des observateurs asiatiques, qui ont tendance à fixer le centre du visage, et des observateurs européens, qui ont tendance à fixer les principaux traits du visage (par exemple, les yeux), à la fois pour le visage de leur ethnie et de l'autre ethnie,. Cela a été précédemment expliqué comme résultant d'un gradient de densité plus groupé pour les visages d'autres ethnies que pour les visages de même ethnie. Le raisonnement est que cela entraîne l'activation d'un plus grand nombre de nœuds en réaction à un visage d'une autre ethnie, ce qui entraîne une classification plus rapide, mais une moindre capacité de discrimination en termes de mémoire. Cependant, ces théories basées sur des exemples ne peuvent pas expliquer pourquoi les visages ambigus en termes d'informations sur la catégorie sociale peuvent influencer la reconnaissance. En outre, d'autres travaux suggèrent que de nombreuses décisions perceptives de base telles que la déduction de l'identité d'un visage sont calculées dans la ou les deux premières fixations,. Ces fixations initiales sont très similaires entre les ethnies/cultures du visage/observateur, ce qui suggère que les traits critiques tels que la familiarité, l'identité et le sexe/genre sont calculés avec un mouvement oculaire et une stratégie d'encodage perceptif partagés entre les humains, les différences spécifiques à la culture/ethnicité n'apparaissant que plus tard dans le parcours de balayage visuel.

### Théorie des hypothèses de contact
Une méthode que les chercheurs ont suggéré pour aider à atténuer la prévalence de l'effet d'appartenance ethnique consiste à appliquer l'hypothèse de contact. La reconnaissance et l'identification précises des visages d'autres ethnies, ont déduit les chercheurs, découlent d'une différence dans les expériences d'apprentissage liées aux groupes ethniques individuels. L'effet d'appartenance ethnique peut être réduit par une exposition continue à des groupes ethniques différents du sien ; plus les interactions entre deux groupes ethniques sont positives, plus les ethnies sembleront hétérogènes. Le type de contact vécu entre les deux groupes ethniques joue également un rôle majeur dans l'efficacité de cette hypothèse ; plus le contact est intime, plus grandes sont les chances de reconnaître avec précision un membre d'une ethnie différente de la sienne. Par exemple, des recherches menées sur des étudiants asiatiques et blancs vivant à Singapour et au Canada ont montré un effet d'appartenance ethnique significatif qui n'a pas pu être prédit par la familiarité perçue avec l'autre ethnie. Auparavant considérée comme une preuve contre l'hypothèse du contact, elle est maintenant considérée comme une preuve que la profondeur du contact est un facteur important.

## Résultats empiriques

### L'effet d'appartenance ethnique entre les groupes ethniques
Bien que la plupart des études réalisées sur l'effet d'appartenance ethnique portent sur des participants noirs et blancs, de nombreuses études ont également été réalisées sur des personnes d'origines ethniques différentes. Par exemple, il y a des études qui comparent les participants hispaniques avec les participants noirs et blancs, les participants noirs avec les participants blancs et japonais, les chinois avec les participants coréens et blancs, les chinois avec les participants indiens et d'autres ethnies d'Asie de l'Est les participants turcs et allemands, et enfin une étude a été faite comparant les juifs arabes et israéliens. Les données de toutes ces études aboutissent à la même conclusion. L'effet d'appartenance ethnique est évident chez toutes les personnes de toutes les ethnies différentes.

### Base morphologique
L'effet d'appartenance ethnique a une base morphologique : L'apparence du visage est morphologiquement différente pour les différentes origines ethniques. Cela a été établi empiriquement dans lequel un grand ensemble de scans 3D de visages de différentes origines ethniques a été automatiquement regroupés. Seules les distances des repères faciaux ont été utilisées dans ce regroupement. Le résultat a été que le sexe, ainsi que l'ethnicité, sont apparus comme les principaux facteurs d'appartenance à un groupe.
Alors que l'effet d'appartenance ethnique a été observé pour les visages d'adultes, la recherche indique que les visages de nourrissons ne produisent pas cet effet ; les visages des nourrissons semblent automatiquement attirer l'attention du spectateur, l'appartenance ethnique du nourrisson n'ayant aucun effet.

### Immersion vs éducation

#### L'identification du visage chez les enfants
À l'aide de plusieurs études menées, les chercheurs concluent que l'exactitude de la mémoire du témoin oculaire est considérablement affectée par l'identité ethnique du suspect et du témoin oculaire ; un individu peut reconnaître plus précisément un visage appartenant à son ethnie qu'un individu dont l'ethnie diffère de la sienne. Des études antérieures ont analysé comment l'effet d'appartenance ethnique affecte les adultes lors de témoignages oculaires, mais n'abordent pas l'existence possible de facteurs de confusion liés à l'âge : d'une part, à mesure qu'un individu vieillit et rencontre plus de membres de l'autre groupe ethnique en question, la nouveauté de la différence ethnique s'estompe et la rend moins distrayante, et l'individu peut accorder une plus grande attention absolue et relative aux distinctions subtiles entre les membres de ce groupe ; d'autre part, le temps augmente également l'exposition de l'individu aux préjugés répandus dans son propre groupe, et aggrave les effets de tout auto-renforcement que l'individu présente par rapport à ses opinions préexistantes. La littérature disponible sur ce sujet est minutieuse et contradictoire ; certains chercheurs ont trouvé une prévalence de l'effet d'appartenance ethnique chez les enfants blancs et noirs mais d'autres ont rapporté des découvertes d'enfants possédant la capacité de discerner avec précision les visages des autres ethnies. Dans leur objectif d'identifier les différences de développement, des chercheurs tels que Pezdek et al. ont découvert que les enfants reconnaissent plus efficacement les visages appartenant à leur propre ethnie que les visages appartenant à une autre ethnie.[C'est-à-dire ?]

## Conséquences

### Biais d'identification interraciale

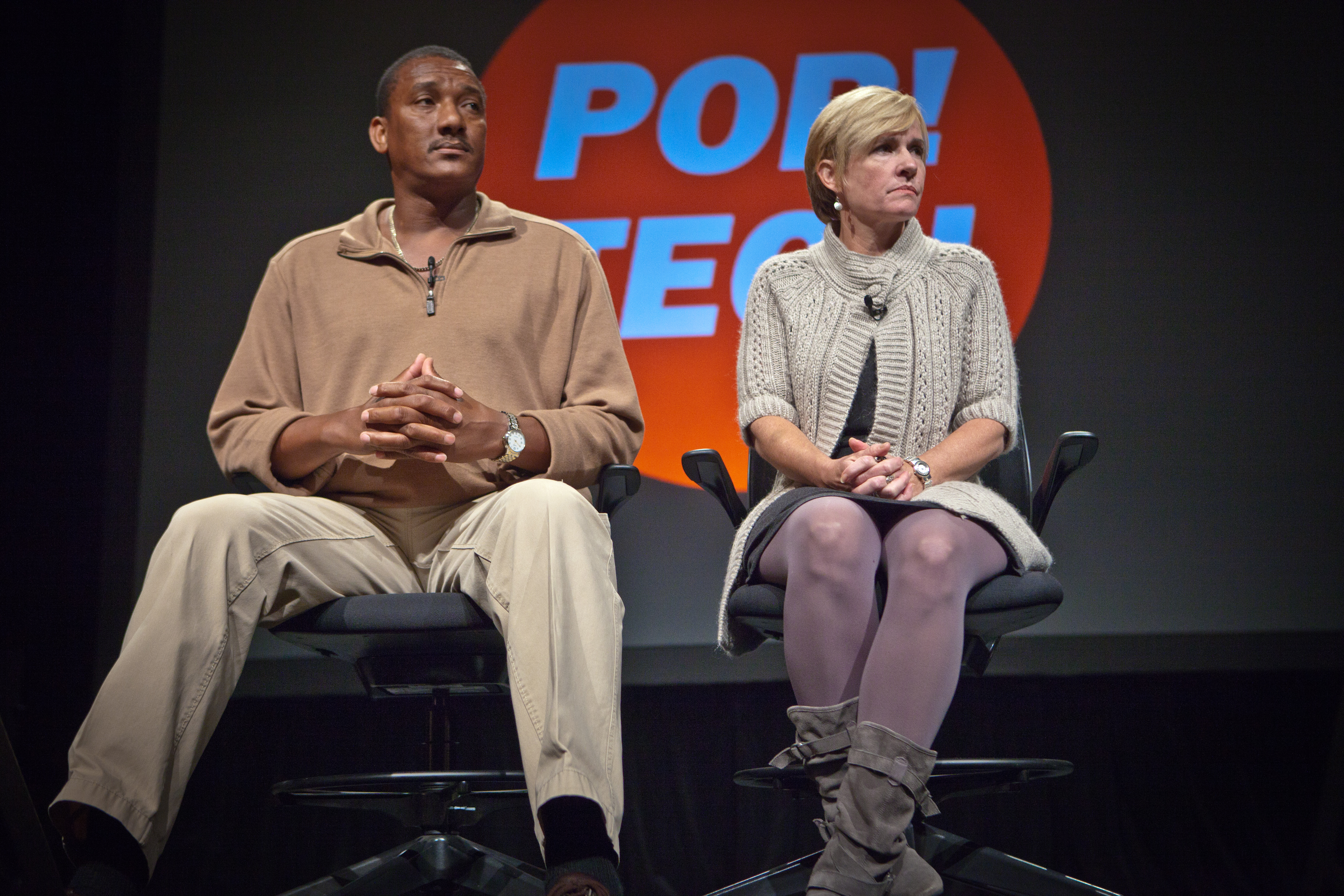
Ronald Cotton avec Jennifer Thompson-Cannino à PopTech 2010. Après que Thompson-Cannino ait identifié par erreur Cotton comme son violeur, Cotton a été reconnu coupable de viol en 1985. Une décennie plus tard, des preuves ADN l'ont disculpé. L'affaire est souvent utilisée comme un exemple concret de l'effet d'appartenance ethnique et des dangers potentiels du témoignage de témoins oculaires et de l'identification de coupables dans une parade d'identification.

Cet effet fait référence à la diminution de la capacité des personnes d'une ethnie à reconnaître les visages et les expressions faciales des personnes d'une autre ethnie. Cela diffère de l'effet d'appartenance ethnique car cet effet se retrouve principalement lors de l'identification par témoin oculaire ainsi que lors de l'identification d'un suspect dans une parade d'identification. Dans ces situations, de nombreuses personnes ont l'impression que d'autres ethnies que la leur se ressemblent, et elles ont du mal à faire la distinction entre les membres de différents groupes ethniques. Le biais d'identification interraciale est également connu sous le nom d'effet de désinformation, car les gens sont considérés comme mal informés sur les autres ethnies et ont des difficultés à les identifier. Une étude a examiné 271 affaires judiciaires réelles. Dans des séries de photographies d'identification, 231 témoins ont participé à l'identification entre ethnies et personnes de même race. Dans des parades avec des individus d'une autre ethnie, seuls 45% ont été correctement identifiés contre 60% pour les identifications de même ethnie. Dans une étude portant sur le témoignage de témoins oculaires, les enquêteurs ont examiné quarante participants dans une région ethniquement diversifiée des États-Unis. Les participants ont regardé une vidéo d'un crime contre les biens en train d'être commis, puis dans les 24 heures suivantes, ils sont venus chercher le suspect dans des séries de photographies d'identification. La plupart des participants à l'étude ont soit mal identifié le suspect, soit déclaré que le suspect ne faisait pas du tout partie de la parade d'identification. L'identification correcte du suspect se produisait plus souvent lorsque le témoin oculaire et le suspect étaient de la même ethnie. Dans une autre étude, 86 commis de dépanneur ont été invités à identifier trois clients : un blanc, un noir et un mexicain, qui avaient tous acheté dans le magasin plus tôt dans la journée. Les employés avaient tendance à identifier avec précision les clients appartenant à leur propre ethnie, mais étaient plus susceptibles de commettre des erreurs lorsqu'ils tentaient d'identifier les membres d'autres ethnies. Pendant ce temps, une autre étude a révélé que "l'intoxication à l'alcool réduit le biais lié à l'ethnie dans la reconnaissance faciale", bien que ce soit en altérant la perception précise et en laissant en place ou en augmentant les erreurs aléatoires plutôt qu'en améliorant la reconnaissance faciale des membres d'autres groupes ethniques.
Il y a eu un certain désaccord sur la régularité de l'effet d'appartenance ethnique. Cependant, les données recueillies à partir de plusieurs études montrent que l'effet d'appartenance ethnique est très régulier. Là où ce n'est pas régulier, comme dans une étude réalisée sur des étudiants blancs en Angleterre et des étudiants blancs et noirs en Afrique du Sud, d'autres facteurs sont associés. Dans cette étude, les étudiants noirs sud-africains étaient légèrement meilleurs pour identifier les visages blancs, mais on pense que cela est lié au contact important que les étudiants noirs ont eu avec des étudiants blancs à l'université, car il a été constaté que l'échantillon d'individus noirs non-étudiants en Afrique du Sud présentaient l'effet d'appartenance ethnique. L'effet d'appartenance ethnique se produit chez les personnes de toutes les races. Étant donné que l'identification par témoin oculaire peut être problématique, les chercheurs ont commencé à mener des études sur l'effet d'appartenance ethnique en utilisant davantage la médecine légale. Ce type de recherche doit accorder plus d'attention aux caractéristiques distinctives et au niveau d'attractivité d'une cible. Si une cible est très distinctive ou très attirante, cela pourrait réduire l'effet d'appartenance ethnique car cette personne serait plus facile à identifier.
Les experts en psychologie s'accordent tous à dire que l'effet d'appartenance ethnique est un phénomène courant lors d'un témoignage devant le tribunal lorsqu'un témoin oculaire essaie de se souvenir d'une personne. Afin de réduire l'effet d'appartenance ethnique, de multiples changements ont été apportés à la façon dont les policiers gèrent l'identification par témoin oculaire. Par exemple, pour réduire le biais d'identification due à l'ethnie, la Grande-Bretagne a une loi qui stipule que la police doit inclure le suspect dans une parade avec au moins huit autres personnes qui partagent des caractéristiques similaires à lui. Cela oblige le témoin oculaire à utiliser sa mémoire des traits du suspect, et non son ethnie, comme forme d'identification. Cependant, comme les preuves montrent que l'identification interethnique est plus difficile lorsque les visages sont vus en groupe, l'identification interethnique pose toujours un risque.

### Économique
La recherche a montré que lors de la prise de décisions financières, des caractéristiques faciales spécifiques et des préjugés implicites peuvent influencer la fiabilité perçue d'une autre personne.

## Atténuation de l'effet d'appartenance ethnique
Des études allant au-delà de l'hypothèse de contact ont également été menées pour atténuer l'effet d'appartenance ethnique. Une étude a été réalisée dans laquelle les participants ont été prévenus de l'effet d'appartenance ethnique. Les résultats de cette étude ont montré que l'effet d'appartenance ethnique pouvait être réduit et parfois même éliminé lorsque les participants s'en méfiaient. La recherche a également révélé que l'entraînement de différenciation dans lequel d'autres visages d'ethnie reçoivent des caractéristiques spécifiques peut atténuer l'effet d'appartenance ethnique. Dans l'étude, les participants blancs ont été formés pour identifier les visages d'une ethnie (par exemple, afro-américain) par des lettres spécifiques et catégoriser une autre ethnie (par exemple, asiatique) en utilisant une seule lettre. Les résultats ont révélé que les participants étaient mieux en mesure de distinguer les visages  interethniques qui étaient mieux individualisés que ceux qui étaient catégorisés, malgré une exposition égale. Dans une étude réalisée sur 43 hommes blancs, l'administration d'ocytocine avant que les participants ne mémorisent les visages a également permis de réduire l'effet d'appartenance ethnique.

## Biais associés
Des biais similaires ont été trouvés pour des aspects autres que l'ethnie. Il existe un biais lié au sexe, bien que les preuves suggèrent que cela se résume à la reconnaissance de la coiffure. De plus, il existe un biais lié à l'âge où les gens sont plus aptes à reconnaître les personnes du même âge qu'eux.